# Klapa Petrada
Klapa Petrada osnovana je u Zagrebu 2007. godine. Čine je Bračani i oni koji su vezani za Brač na ovaj ili onaj način. Klapa je dosad sudjelovala u diskografskim projektima zagrebačkih klapa, primjerice Pisme o' vrimena Krešimira Magdića i Došli smo vam kolendati 2, te brojnim smotrama diljem Hrvatske. Kao dobitnici 1. nagrade na Večeri debitanata FDK Omiš, izborili su nastup na izbornim večerima 43. Festivala dalmatinskih klapa 2009. u Omišu. Klapa se također može pohvaliti osvojenim zlatom i pobjedom u folklornoj kategoriji na Grand Prix festivalu Venezia in Musica 2010. godine, pobjedom na festivalu Klape Gospi Sinjskoj 2013. godine te brojnim zapaženim nastupima na domaćim i međunarodnim festivalima i smotrama.
Godine 2010. diskografska kuća Aquarius Records objavila je prvi studijski album klape Petrada pod nazivom Čuj slavića di propiva - Serenade koji je koncertnu promociju doživio iste godine u rasprodanom zagrebačkom kinu Europa.

## Članovi
- Mario Gudan (1. tenor)
- Davor Capković (2. tenor)
- Stipe Lukšić (2. tenor)
- Frane Šesnić (bariton)
- Roko Perić (bariton)
- Boris Capković (1. bas)
- Nikola Meteš (2. bas)
- Dino Demicheli (2. bas)

### Bivši članovi
- Frane Rogoznica (bariton)
- Josip Radić (bariton)
- Tonči Prugo (bariton)
- Ranko Mladina (2. bas)
- Jerko Matulić (2. bas)

## Voditelji
Jurica Bošković i Davor Capković

## Diskografija
- 2010. – Čuj slavića di propiva, Aquarius Records, CD 301-10

## Nagrade i priznanja
- 2009. – nagrada stručnoga povjerenstva "Kamen sreće" za najboljeg debitanta na Festivalu dalmatinskih klapa u Omišu.[3]
- 2010. – 1. nagrada u kategoriji folklora na međunarodnom natjecanju zborova Venezia in Musica u Veneciji.[4][5]
- 2013. – nagrada na festivalu Klape Gospi Sinjskoj.[6]

## Vanjske poveznice
- (web.archive.org) Službene stranice klape Petrada
- Klapa Petrada – službena Facebook stranica